# The Animals of Farthing Wood
Os Animais do Bosque dos Vinténs foi uma série de animação criada pela European Broadcasting Union - União Europeia de Radiodifusão (EBU-UER) entre 1992 e 1995, com base na série de livros escritos por Colin Dann. Foi produzida pela Telemagination, sediada em Londres, e pela La Fabrique, com sede em Montpellier, na França. A série foi ao ar, primeiramente, na Alemanha e no Reino Unido em janeiro de 1993, exibida posteriormente em outros países europeus.
O desenho, exibido no Brasil pela TV Cultura, fez sucesso durante os anos de 1993 a 1999. A animação trazia como tema o meio ambiente, a natureza e sua devastação. Foi também exibida em Portugal pela RTP 2 sob o título Animais do Bosque.

## Sinopse
O desenho conta a história de um grupo de animais forçados a fugir do bosque em que viviam por conta da invasão humana ao seu habitat, reflexo direto da modernidade que destruía as florestas. Liderados pela Raposa, os animais decidem se reunir e, juntos, somar forças para enfrentar os desafios que se impunham. O desenho traz lições às crianças sobre o enfrentamento dos obstáculos da vida, a socialização entre pessoas de raças distintas, respeito aos animais e ao meio ambiente. Para alcançar seus objetivos, o desenho falava diretamente às emoções do público.

## As temporadas
- 1° Temporada

O Bosque dos Vinténs começa a ser destruído para ceder lugar a um conjunto de casas. Diante da situação desesperadora, a Raposa convoca os animais remanescentes para uma reunião na antiga toca do Texugo, o mais venerando dos animais, para discutirem o assunto e, esperançosamente, encontrar uma solução. Durante a reunião, o Sapo, há muito tempo desaparecido, reaparece e traz consigo o que parecia ser a solução tão desejada: todos deveriam ir para o Parque do Cervo Branco, uma reserva natural onde os animais são protegidos pelos humanos. Sem alternativa, os animais concordam em viajar juntos até o parque. Para dirimir a desconfiança entre presas e predadores, constituintes do mesmo grupo, fazem o Juramento da Proteção Mútua, em que prometem proteger uns aos outros. Tendo o Sapo como guia e a Raposa como líder, partem em busca do que consideravam ser o refúgio ideal e viajam até o parque.
Durante a incursão, como previsível, muitos animais acabaram ficando pelo caminho. Alguns foram caçados, por humanos ou por predadores alheios ao grupo; outros foram atropelados durante a travessia de rodovias. Em certo momento, ao cruzar um rio, a Raposa, tentando salvar os coelhos, é arrastada para longe após se chocar com detritos trazidos pela correnteza. Considerada morta por alguns animais, o antigo líder é deixado para trás, e o Texugo assume seu lugar. Sobrevivente, a Raposa tenta voltar para seus amigos. Nessa busca solitária encontra a raposa que viria a ser sua companheira. Não antes, contudo, de provar-lhe seu valor ao salvá-la de uma caçada. De volta ao grupo, o casal se junta a eles e Raposa retoma a liderança. Ainda tinham pela frente campos pulverizados com veneno e uma cidade.
Vencidos os percalços, após dias de caminhada, finalmente os animais chegam ao seu destino. São recebidos pelo cervo branco, líder do parque, que sabia da notícia da chegada deles há muito tempo. Sua aventura havia se tornado uma lenda e Raposa, por ter guiado os animais e mantido a força do juramento mesmo nas adversidades, era considerado um herói por muitos animais.
- 2° Temporada

Não demoraria muito tempo para os Animais do Bosque dos Vinténs descobrissem que o Parque do Cervo Branco não era o paraíso que pensaram ser. Recebidos com entusiasmo no início, logo os nativos veem nos recém-chegados a ameaça de novos predadores e da partilha de território e alimentos. A insatisfação é mais eloquente entre as raposas azuis, lideradas por Cicatriz e sua companheira, Dama Azul. O atrito iminente leva o cervo branco a convencer Cicatriz a ceder parte do seu território para a formação, dentro dos limites do parque, de um novo Bosque dos Vinténs. Raposa e seus amigos reforçam o juramento e se preparam para o rigoroso inverno que se aproximava.
Ninguém imaginava que o inverno duraria tanto. Confinados dentro do seu território, Raposa e sua companheira tinham dificuldade em encontrar alimento o suficiente para sobreviver. Cicatriz começava a rondar e a intimidar os animais dos Vinténs, matando os que se aventuravam longe de Raposa. Aos poucos, a desconfiança de que Raposa não conseguiria conter seu inimigo aumentava. Para agravar a situação, caçadores oportunistas se aproveitaram da ausência do zelador do parque, afastado para cuidar da própria saúde, para abater os cervos. Enquanto o zelador não reassumiu seu posto, todos os habitantes do parque conviveram com o medo.
A primavera chega anunciando a época do nascimento dos filhotes. Raposa e sua companheira têm quatro filhotes: Audaz, Sonhadora, Amigo e Charmosa. Do outro lado do parque, Dama Azul apresenta a Cicatriz seus novos filhos, notadamente Guarda, sem que isso empolgue muito a velha raposa azul.
Certo dia, Raposa encontra Sonhadora morta, num local afastado de sua toca. As suspeitas recaem sobre Cicatriz sem que haja, porém, prova alguma de sua ação. Audaz exige providências do pai, que prefere não entrar em um conflito direto com as raposas azuis. A tibieza de seu pai desagrada Audaz, que sai caminhando pelo parque sem se ater a fronteiras. Adentra o territótio inimigo consciente disso, é capturado por Cicatriz, consegue fugir e é duramente repreendido por seu pai na presença de todos. Não aceitando viver sob a sombra do pai, Audaz deixa o parque do Cervo Branco jurando nunca mais voltar.
Além dos limites do parque, a jovem raposa fere seu olho numa armadilha. Com a vista prejudicada, não percebe a aproximação de um caçador que alveja sua perna traseira. Mancando e sem poder caçar, ruma para uma cidade para viver revirando lixeiras e dos ratos que ali proliferam. Conhece uma raposa fêmea, Sussurro. Inicialmente por pena, ela o aceita como companheiro de caça. Posteriormente, pelo próprio Audaz, ela descobre sobre a Raposa dos Vinténs e o parque do Cervo Branco. Ela estreita o relacionamento entre os dois e, quando se certifica de que está esperando os filhotes de Audaz, revela ao seu companheiro que quer vê-los nascer na reserva natural. Resignado, Audaz concorda em guiá-la até lá, admitindo que, no fundo, Sussurro só o havia aceitado por causa do seu pai.
No parque, Charmosa, de vigília na fronteira de sua terra, encontra Guarda, filho de Cicatriz, que demonstra interesse por ela, sentimento que viria a ser correspondido no futuro. Alheio à recente amizade de sua filha com o filho de seu inimigo, Raposa decide se vingar de Cicatriz pela morte de Sonhadora pedindo à Cobra para matá-lo. O réptil não compreende o pedido e mata um dos filhos de Cicatriz. Amigo flagra sua irmã conversando com Guarda, e a delata ao seu pai. Raposa, furioso num primeiro instante, tem seu ânimo arrefecido por sua companheira, que pede para que conheça Guarda, sob pena de acontecer a Charmosa o mesmo que aconteceu com Audaz. Após o encontro com Guarda, Raposa permite que Charmosa e a raposa azul continuem se encontrando, sem, porém, aprofundarem mais o relacionamento.
Cicatriz fere Cobra, convencido de que ela matara seu filho. Escondida, Cobra espera pelo momento certo para se vingar. No limite entre os territórios das raposas vermelhas e azuis, a companheira de Raposa e Dama Azul se enfrentam, uma ferindo a outra. Era a desculpa que Cicatriz aguardava para declarar guerra aberta aos animais dos Vinténs. Ciente de que não haveria nenhuma chance de seus amigos sobreviverem ao conflito, Raposa desafia Cicatriz para uma luta apenas entre os dois. Ele pediu à raposa azul para, caso vencesse e o matasse, deixar seus amigos viverem em paz dentro do parque. Entretanto é Raposa quem vence o duelo. Cicatriz preserva sua vida, com o corpo e o orgulho feridos. A raposa azul, dias depois recuperada de seus ferimentos, volta a matar os animais dos Vinténs longe dos olhos de Raposa. A paz, mais uma vez, parecia distante.
No entanto, os animais dos Vinténs não se preocupariam com isso por muito mais tempo. Cobra, se aproveitando da distração de Cicatriz ao tomar da água de um lago, o mata. A notícia é recebida com alegria por todo o parque. Nesse mesmo instante, Audaz e Sussurro se aproximam do parque. Enquanto Sussurro se afasta para procurar comida, Audaz se esconde embrenhando-se em alguns arbustos. Após procurá-lo sem êxito, Sussurro entra sozinha no parque e encontra os pais de Audaz. Aos prantos, avisa que o filho deles está muito doente e que achava que ele iria morrer. Revela ainda que esperava filhotes de Audaz, e o lugar em que o viu pela última vez. Raposa e sua companheira reencontram seu filho caído sob um arbusto, quase sem vida, na divisa do parque. Raposa pede para que ele o perdoe e promete cuidar de seus filhotes. A jovem raposa sorri às palavras do seu pai, morrendo logo em seguida. Charmosa conta ao seu pai que Cicatriz foi morto. À parte do ocorrido, Guarda ainda quer Charmosa como companheira. Para Raposa, a união de Guarda e Charmosa era o prenúncio de paz entre as duas famílias de raposas e um novo começo para todos.
- 3° Temporada

Inédita no Brasil, ocorre alguns meses após a morte de Audaz. As raposas azuis, com exceção de Guarda, deixaram o Parque do Cervo Branco e não há nenhuma menção sobre o paradeiro delas. Os filhos de Raposa, Amigo e Charmosa, estão adultos, e Sussurro vive no parque junto ao seu único filho, Plucky.
Humanos despejam substâncias tóxicas no riacho que passa pelo parque, matando alguns animais que tomam de suas águas, entre eles o líder dos cervos brancos. Após uma disputa entre os pretendentes ao posto, Trey, o mais intolerante deles, torna-se líder. Trey anuncia que somente os cervos poderiam tomar da água do lago, reconhecidamente segura para beber, o que causa diversos atritos. O que o cervo mais quer é se ver livre de todos os outros animais que não os da sua espécie.
Entretanto, o maior perigo para Raposa e seus amigos é a invasão dos ratos, liderados por Bully. Seu desejo é fazer do Parque do Cervo Branco um paraíso dos ratos, o que significava, obviamente, se livrar de todos os predadores. Bully procura Raposa e lhe dá um ultimato: abandonar o parque e levar consigo seus seguidores ou permanecer e enfrentar uma guerra com os ratos, cada vez mais numerosos. Raposa anuncia a Bully que lutaria por sua terra.
São tantos os roedores que a situação preocupa até mesmo o zelador do parque, que vê na invasão uma ameaça ao equilíbrio natural. Alguns animais são capturados e levados a uma região contígua, separada por uma cerca, para sua segurança. A captura de Plucky pelo zelador põe em suspeita a confiança que os animais dos Vinténs depositavam sobre seu protetor humano, cujas intenções somente seriam elucidadas posteriormente.
As raposas planejam, de diversas maneiras, acabar com os ratos. Encurralando-os próximo ao lago, única fonte segura de água; fazendo uma trilha de ratos mortos até a toca deles, na expectativa de que o zelador do parque descobrisse seu esconderijo e os liquidasse. Tudo inócuo. Bully sempre escapava e lembrava que não importava quantos ratos matassem, muitos outros apareceriam.
Com Plucky de volta, Raposa planeja um ataque definitivo aos ratos em que todas as raposas e os demais animais são convocados. Curiosamente, a vitória das raposas surge quando Bully é desmoralizado ao descobrirem que a grande cauda que ele possuía era postiça. Os ratos riem e debocham de sua condição recém-descoberta e, ao proceder assim, perdem seu líder e o seu plano de se apossar do parque. Os ratos debandam e a paz se restabelece.
No final, Raposa, considerando-se velho demais para continuar na liderança, abdica e indica seu neto Plucky como novo líder, para surpresa da jovem raposa. Encerra-se, com esse ato, a estória do Bosque dos Vinténs.

## Curiosidades
- A primeira temporada da série foi baseada no livro Animals of Farthing Wood de Colin Dann. Para a segunda temporada, os livros In the Grip of Winter, Fox's Feud e The Fox Cub Bold serviram como referência. A terceira e última temporada foi inspirada nos livros In the Path of the Storm e Battle for the Park
- A terceira temporada é inédita no Brasil.

## Dublagem
No Brasil, a série foi dublada pelo estúdio paulista Álamo.
Elenco
- Élcio Sodré - Raposa
- Vanessa Alves - Raposa Fêmea
- Maximira Figueiredo - Coruja
- Marcelo Campos - Faisão
- Paulo Porto - Coelho
- Daoiz Cabezudo - Garça
- Francisco Bretas - Sapo
- Neuza Azevedo - Cobra
- Jorge Pires - Texugo
- Paulo Celestino - Cervo Branco
- Nair Amorin - Toupeira
- Zaíra Zordan - Dama Azul
- Fábio Tomazine - Cicatriz, a raposa azul macho

## Episódios

### 1º Temporada
- 1 - A Decisão
- 2 - Começa a Jornada
- 3 - Através do Fogo e da Água
- 4 - Refúgio Falso
- 5 - A Armadilha
- 6 - Quem Vai Ser o Líder
- 7 - Novos Amigos, Velhos Inimigos
- 8 - Precisa-se de Amigos
- 9 - A Garça
- 10 - Entre Dois Males
- 11 - Calmo Demais Para Ser Verdade
- 12 - Pandemônio
- 13 - Tão Perto e Tão Longe

### 2ª Temporada
- 1 - Boas Vindas ao Herói
- 2 - O Inverno
- 3 - Sobrevivência
- 4 - Novos Inimigos
- 5 - Fogo de Encontro
- 6 - Lar Doce Lar
- 7 - Começa a Encrenca
- 8 - Tal Pai, Tal Filho
- 9 - Escapar por Um Triz
- 10 - As Sombras
- 11 - Ajuste de Contas
- 12 - O Sangue é Mais Fino que a Água
- 13 - A Reconciliação

### 3ª Temporada
Nunca exibida no Brasil, os episódios dessa temporada não possuem uma tradução oficial. No entanto, em inglês, são os seguintes:
- 1 - Comings And Goings
- 2 - Out And About
- 3 - Water, Water
- 4 - The Missing Fox's Friend
- 5 - Tiffs And Tempers
- 6 - Adventure For The Birds
- 7 - The Long-Tailed Visitor
- 8 - Scared Silly By Snakes
- 9 - A Bigger Oink
- 10 - The Mole Game
- 11 - The Worst Kind Of Hurricane
- 12 - Homeward Bound
- 13 - Bully-Bully-Bully